# محمد محيي
محمد محي (1 يونيو 1970-) مغني مصري. بدأ مشواره الفني عام 1991، ودعمه الموزع والملحن حميد الشاعري، وقدم 10 ألبومات غنائية، منها صورة ودمعة، مظلوم، أنا حبيت.

## حياته
ولد بشارع جسر البحر في حي الساحل ب شبرا
شجعته والدته على الغناء واقتحام مجال الفن في الحفلات المدرسية والجامعات أتم، حفظ القرآن الكريم، وأتقن ترتيله على يد شيوخ من شبرا، والتحق بمدرسة راهبات،
تخرج من كلية السياحة والفنادق ودرس بمعهد الموسيقى العربية وقرر عقب تخرجه احتراف الغناء.

### حياته الأسرية
لم يتزوج بسبب انشغاله بعائلته 

## مشواره الفني
بدأ مشواره عام 1991. من خلال تعامله مع الفنان حسام حسني، و كان وقتها جاره في نفس الحي ليعمل معه ككورال في فرقته، ثم التقى بالفنان حميد الشاعري ليبدأ مشوار شهرته الحقيقى بأغنية “ع البال والخاطر” في ألبوم عبارة عن كوكتيل أغاني مع حميد الشاعري وآخرين واسمه “هاي كواليتي” .
أطلق عليه لقب “أمير الحزن والنكد”، بعدما أصدر ألبوم “قادر وتعملها”، حيث كانت كل أغنيات الألبوم ذات طابع حزين ومبكى، فيما أطلق عليه آخرون لقب “صوت البحر” لصوته المميز.
ظهوره الأول كان في دويتو مع الفنان احمد الجبالي بألبوم “راجع من تاني”.

### تأخر نجوميته
تسبب الفنان عمرو دياب، في تأخر نجوميته، وذلك بعدما اجرى اتفاق مع شركة “صوت الدلتا”، منذ عام 1986، وكانت الشركة وقتها بصدد إنتاج البوم “ميال”، لعمرو دياب، واخذت تؤجل مشروع محي أكثر من مرة إلى ان قرر عدم الاستمرار معها.

### انطلاقته والشهرة
كانت بداية محي الحقيقية مع اكتشاف الموزع والمطرب حميد الشاعري له، وتقديمه ألبوم “هاي كواليتي” الجماعي، وشارك فيه محيي بأغنية “ع البال والخاطر”، وفي عام 1992 قدم دويتو غنائي مع حنان ماضي في مسرحية “طائر الحب الجميل” من تلحين وتوزيع ياسر عبد الرحمن واعتبر هذه التجربة من أنجح ما قدم في ذلك الوقت لان تأثيرها علي الجمهور كان كبيرًا.
واجهته بعض الصعوبات في بداية حياته الفنية، وصرح في أكثر من مناسبة إن صغر شكله سبب له صعوبات، حيث كان يتخيل البعض أنه شابا صغيرا، رغم نضوجه، وكشف أيضًا أن شكله الصغير كان يسبب له أزمة في المدرسة قائلًا: “كنت بتضرب على طول وكانوا يجيبوا الصُغَيَّر الأوزعة يقعدوا يضربوه”.

### أزمته مع الفنان سعيد صالح
تسببت إحدى أغنياته في أزمة مع الفنان الراحل سعيد صالح، إذ قال إنه قدم أغنية أنا حبيت” المبني لحنها على أغنية “أنا اتلهيت وخدل زندي” دون أن يعلم أنها” لسعيد صالح، الذي غناها في مسرحية “«الكعبلون”، وهي من كلمات بيرم التونسي، وألحان سعيد صالح، وظن وقتها أنها فلكلور شعبي، موضحًا أن صديقه حسام حسني هو الذي اقترحها عليها، وقال إن الفنان الراحل سعيد صالح اتصل به ليعاتبه وهو يضحك، ويقول “
، فاعتذر منه وأصلح الوضع، ومن وقتها توثقت صداقتهما، ووصف سعيد صالح بـالعبقرية وأنه “سيد درويش” زمانه، إذ أن الأزمة التي تحولت لصداقة، مكنته من أن يطلع على الكثير من الألحان التي ألفها صالح في منزله، والتي تفوق في لحنها عذوبة “أنا اتلهيت”.

### دعمه للمواهب
قدم العديد من المواهب الغنائية والموسيقية من خلال أعماله التي شاركوه فيها وهم عصام كاريكا، محمد طلعت، مصطفى كامل، شيرين التي كانت بدايتها معه في ألبوم “صورة ودمعة” من خلال أغنية “بحبك”، وعبد العزيز عمار، رومينيا، أشرف امين، الموزع فهد.
أغنية “إنتي بتحبي الزعل” كشف أن الأغنية طلبها من المؤلف عنتر هلال، إذ كان يحب وقتها فتاة “نكدية” جدًا، وكثيرًا ما كان ينشب الخلاف بينهما.

### انتقادات
أثار موجة سخرية لنشطاء مواقع التواصل الاجتماعي خلال، بسبب ألبومه “خايف من اللي جاي”، والذي تعبر أسماء أغانيه عن الحزن والخوف واليأس.

## الألبومات[5]
| الألبوم           | العام | المنتج         |
| ----------------- | ----- | -------------- |
| أنا حبيت          | 1991  | هاي كواليتي    |
| ليه الحبيب        | 1992  | هاي كواليتي    |
| اعاتبك            | 1993  | هاي كواليتي    |
| روح قلبي          | 1994  | هاي كواليتي    |
| أغلي الناس        | 1995  | روتانا         |
| شارع الهوى        | 1997  | روتانا         |
| صورة ودمعة        | 2001  | فري ميوزيك     |
| قادر وتعملها      | 2003  | فري ميوزيك     |
| مظلوم             | 2008  | هاي كواليتي    |
| الخوف من اللي جاي | 2015  | هاي كواليتي    |
| بتاع ز مان        | 2020  | ميوزيك ريكوردز |

## الأغاني المصورة
| الأغنية                       | المخرج       | المنتج       | العام |
| ----------------------------- | ------------ | ------------ | ----- |
| أنا حبيت                      |              | هاي كواليتي  | 1991  |
| ليه الحبيب                    |              | هاي كواليتي  | 1992  |
| أعاتبك                        |              | هاي كواليتي  | 1993  |
| تاني                          |              | art الموسيقى | 1993  |
| حبينا                         |              | art الموسيقى | 1994  |
| يا هوى                        | عادل عوض     | art الموسيقى | 1995  |
| أهل الملامة                   | طارق العريان | هاي كواليتي  | 1995  |
| حب تاني                       | أحمد المهدي  | art الموسيقى | 1998  |
| وصوا الأيام                   | محمد العجمي  | art الموسيقى | 1998  |
| نداء (دا اللي انتي طايرة بيه) | محمد العجمي  | art الموسيقى | 1998  |
| لالي لالي                     | أحمد المهدي  | art الموسيقى | 1998  |
| ليه بيفكروني                  | نصر محروس    | فري ميوزيك   | 2001  |
| بتغيب عليا                    | نصر محروس    | فري ميوزيك   | 2003  |
| قادر وتعملها                  | نصر محروس    | فري ميوزيك   | 2003  |
| مظلوم                         | فيدرا        | هاي كواليتي  | 2008  |
| قوافي                         | محمد هلال    | هاي كواليتي  | 2014  |
| مبقتش شبهي                    | نبيل مكاوي   | رمضان حسني   | 2021  |
| مات الكلام                    | كامبا        | ميوزك ريكورد | 2021  |
| مات الكلام                    | كامبا        | ميوزك ريكورد | 2022  |

## الأغاني المنفردة
- متنكريش مع حسام حسني
- جارتنا (باللهجة اللبنانية) مع حسام حسني
- حلو ومر مع سيمون
- عالبال والخاطر
- احسنلك
- الذكري مع زينب
- خلق آدم ورباعيات (الله) 2010
- الله على الست المصرية
- ديبكى مع فرقه حسام حسنى

## أغاني أفلام ومسلسلات
- (2006):مباراة زوجية (مسلسل)
- (2007): أغنية اتخنقت من مطب صناعي (فيلم)
- (2007): الجنة في بيوتنا أغنية برنامج للداعية عمرو خالد (برنامج)
- (2009): مرت الأيام مع نهال نبيل صياد اليمام (فيلم)
- (2010):زمن الكبار (فيلم)
- (2014):زجزاج (فيلم)
- (2014): أغنية الناس معادن الحكر (مسلسل)

## وصلات خارجية
- محمد محيي على موقع ميوزك برينز (الإنجليزية)